# USS Louis H. Wilson Jr. (DDG-126)
«Луїс Вільсон» (англ. USS Louis H. Wilson Jr. (DDG-126) - ескадрений міноносець КРО типу «Арлі Берк» ВМС США, серії III. 

## Історія створення
Ескадрений міноносець «Луїс Вільсон» був закладений 3 березня 2020 року на верфі Bath Iron Works. Це 76-й корабель даного типу.
Свою назву отримав на честь генерала Корпусу морської піхоти США Луїса Вільсона (англ. Louis H. Wilson Jr.), ветерана Другої світової війни та війни у В'єтнамі.
Про присвоєння назви 17 вересня 2016 року оголосив Міністр військово-морських сил США Рей Мабус.